# 阿根廷政治
阿根廷是一個總統制和聯邦制民主共和國。阿根廷總統是阿根廷的國家元首和政府首腦，立法權由阿根廷總統和阿根廷國會共有。司法機構獨立於行政機構和立法機構。自二戰結束，胡安·裴隆政權之後，由於多次發生經濟危機，阿根廷政治不穩，出現過軍事政權。福克蘭群島戰爭之後，阿根廷重新恢復民主政治，但政局依然不穩。1999年阿根廷才時隔數十年首次實現通過民主選舉實現總統輪替。